# I 3 marmittoni (serie animata 1965)
I 3 marmittoni (The New 3 Stooges) è una serie animata composta da 156 episodi, prodotta da Cambria Studios e presentata dagli attori in carne ed ossa I tre marmittoni, che recitano in divertenti scenette live-action che non necessariamente c'entrano con il cartone animato che segue, perché di queste scenette (all'inizio e alla fine del cartone) ne furono realizzate solo 40 (su 156 episodi), e nei successivi episodi vennero riproposte le stesse da capo, ma con un nuovo episodio del cartone animato.

## Personaggi
- Moe
- Larry
- Curly Joe

## Edizione italiana
In Italia la serie è stata trasmessa sulle reti locali. Moe è doppiato da Mario Maranzana, Larry da Silvio Spaccesi e Curly Joe da Leo Valeriano.

## Episodi
| n°  | Titolo inglese                          | Titolo italiano                                   |
| --- | --------------------------------------- | ------------------------------------------------- |
| 1   | That Little Old Bomb Maker              | Il piccolo fabbricatore di bombe                  |
| 2   | Woodsman Bear That Tree                 | Il taglialegna, l'orso, l'albero                  |
| 3   | Let's Shoot the Player Piano Player     | Lasciate suonare il pianista                      |
| 4   | Dentist the Menace                      | La minaccia del dentista                          |
| 5   | Safari So Good                          | Un bel safari                                     |
| 6   | Thimk or Thwim                          | Pensiamoci due volte                              |
| 7   | There Auto Be a Law                     | Una gara particolare                              |
| 8   | That Old Shell Game                     | Un letto di perle                                 |
| 9   | Hold That Line                          | Aspettando i rinforzi                             |
| 10  | A Flycycle Built for Two                | Il ciclo dirigibile                               |
| 11  | Dizzy Doodlers                          | Pittori da capogiro                               |
| 12  | The Classical Clinker                   | Il classico mattone                               |
| 13  | Movie Scars                             | Gli acrobati volanti                              |
| 14  | A Bull for Andamo                       | Tori scatenati                                    |
| 15  | The Tree Nuts                           | Terry la termite                                  |
| 16  | Tin Horn Dude                           | Un robot speciale                                 |
| 17  | Thru Rain, Sleet, and Snow              | Con la pioggia e la tormenta                      |
| 18  | Goldriggers of '49                      | Trafficanti d'oro                                 |
| 19  | Ready, Jetset, Go                       | Pronti per la corsa                               |
| 20  | Behind the 8 Ball Express               | Una locomotiva carica di soldi                    |
| 21  | Stop Dragon Around                      | Fermate il drago                                  |
| 22  | To Kill a Clockingbird                  | Una cicogna dispettosa                            |
| 23  | Who's Lion?                             | Un leone o un barboncino                          |
| 24  | Fowl Weather Friend                     | L'anatra con le piume e gli occhiali              |
| 25  | Wash My Line                            | In lavanderia                                     |
| 26  | Little Cheese Chaser                    | In un'industria casearia                          |
| 27  | Big Wind Bag                            | La gara dei palloni                               |
| 28  | Baby Sitters                            | La scuola dei baby sitters                        |
| 29  | Clarence of Arabia                      | Clarence di Arabia                                |
| 30  | Three Jacks and a Beanstalk             | Tre fagioli magici                                |
| 31  | That Was the Wreck That Was             | I demolitori                                      |
| 32  | The Three Astronutz                     | I tre astronauti                                  |
| 33  | Peter Panic                             | Peter Panico                                      |
| 34  | When You Wish Upon a Fish               | I tre desideri                                    |
| 35  | A Little Past Noon                      | Un secondo dopo mezzogiorno                       |
| 36  | Hair of the Bear                        | La pelle d'orso                                   |
| 37  | 3 Lumps and a Lamp                      | 3 sciocchi e una lampada                          |
| 38  | Who's for Dessert?                      | Chi c’è per dessert?                              |
| 39  | Watt's My Lion?                         | Un leone di troppo                                |
| 40  | Which is Witch?                         | La minestra della strega                          |
| 41  | Suture Self                             | Dottori improvvisati                              |
| 42  | The Yolk's on You                       | Un uovo gigante                                   |
| 43  | Tally Moe with Larry & Joe              | Caccia alla volpe                                 |
| 44  | The 1st in Lion                         | Un leone bellissimo                               |
| 45  | The Transylvania Railroad               | La ferrovia Transilvania                          |
| 46  | What's Mew Pussycat?                    | Perché miagoli gattino?                           |
| 47  | It's a Bad, Bad, Bad, Bad Word          | Badman, il terribile                              |
| 48  | Bridge on the River Cry                 | Un ponte maledetto                                |
| 49  | Hot Shots                               | Bel colpo                                         |
| 50  | Mel's Angels                            | Gli angeli di Mel                                 |
| 51  | Bee My Honey                            | Segui le api e trova l'orso                       |
| 52  | That Dirty Bird                         | Quello sporco uccellaccio                         |
| 53  | Stone Age Stooges                       | L'età della pietra                                |
| 54  | Smoke Gets in Your Skies                | Impariamo a scrivere il cielo                     |
| 55  | Queen Quong                             | La regina Quong                                   |
| 56  | Campsite Fright                         | Campeggio pericoloso                              |
| 57  | Goldibear and the 3 Stooges             | L'orsacchiotto e i tre marmittoni                 |
| 58  | The Lyin' Tamer                         | I falsi domatori                                  |
| 59  | The Pen Game                            | Vecchi trucchi                                    |
| 60  | It's a Small World                      | Un piccolo mondo                                  |
| 61  | Late for Launch                         | Un varo difficile                                 |
| 62  | Focus in Space                          | Un viaggio nello spazio                           |
| 63  | The Noisy Silent Movie                  | Un film muto un po' movimentato                   |
| 64  | Get Out of Town by Sundown Brown        | Cacciati da Brown, fuori città prima del tramonto |
| 65  | Table Tennis Tussle                     | Una partita di ping pong                          |
| 66  | Phony Express                           | Il pony express                                   |
| 67  | Best Test Pilots                        | Piloti coraggiosi                                 |
| 68  | Litter Bear                             | L'orso delle immondizie                           |
| 69  | A Fishy Tale                            | Una pesca difficile                               |
| 70  | The Unhaunted House                     | La casa stregata                                  |
| 71  | Aloha Ha Ha                             | Aloha ha ha                                       |
| 72  | The Rise and Fall of the Roman Umpire   | L'ascesa e la caduta dell'impero romano           |
| 73  | Deadbeat Street                         | La via degli affari sbagliati                     |
| 74  | Cotton Pickin' Chicken                  | Il pollo mangia grano                             |
| 75  | Larry and the Pirates                   | Il tesoro segreto                                 |
| 76  | Tree Is a Crowd                         | Taglialegna improvvisati                          |
| 77  | Feud for Thought                        | Guerra senza quartiere                            |
| 78  | Bat and Brawl                           | L'imprevedibile vampiro                           |
| 79  | Knight Without End                      | Cavaliere senza armatura                          |
| 80  | Up a Tree                               | Caccia grossa                                     |
| 81  | Turnabout Is Bearplay                   | Il bagno dell'orso                                |
| 82  | Pow Wow Row                             | Brown, via dalla città prima del tramonto         |
| 83  | Flat Heads                              | Le incredibili teste vuote                        |
| 84  | No News Is Good News                    | Baruffa di canali                                 |
| 85  | Bully for You, Curly                    | Ecco un nuovo Butcher Bully                       |
| 86  | Tee for Three                           | Il gioco del golf                                 |
| 87  | Goofy Gondoliers                        | I tre gondolieri                                  |
| 88  | Bearfoot Fisherman                      | Un orso che adora i pesci                         |
| 89  | Washout Below                           | Un mestiere pericoloso                            |
| 90  | The Three Marketeers                    | I tre nuovi arrivati                              |
| 91  | Follo the White Lion                    | Follo il leone bianco                             |
| 92  | One Good Burn Deserves Another          | Un attore da buttare fuori                        |
| 93  | Curly's Bear                            | L'orso di Curly                                   |
| 94  | Land Ho, Ho, Ho                         | Terra                                             |
| 95  | Surfs You Right                         | Attenti al surf                                   |
| 96  | 7 Faces of Timbear                      | Le sette facce dell'orso Tim                      |
| 97  | Bearfoot Bandit                         | Tim, l'orso affamato                              |
| 98  | Nuttin' But the Brave                   | Tecnici coraggiosi                                |
| 99  | Three Good Knights                      | Tre bravi cavalieri                               |
| 100 | Call of the Wile                        | Cacciatori incapaci                               |
| 101 | Snowbrawl                               | Nevicata rumorosa                                 |
| 102 | Rob N Good                              | Robin Hood                                        |
| 103 | There's No Mule Like an Old Mule        | Il mulo dispettoso                                |
| 104 | Squawk Valley                           | Valle Squawk                                      |
| 105 | Mummies Boys                            | Gli archeologi                                    |
| 106 | The Plumber's Friend                    | Gli amici idraulici                               |
| 107 | Rub-a-Dub-Tub                           | I demolitori folli                                |
| 108 | Under the Bad-Bad Tree                  | Una vacanza un po' agitata                        |
| 109 | Hairbrained Barbers                     | Barbieri da strapazzo                             |
| 110 | Waiter Minute                           | Servizio espresso                                 |
| 111 | Souperman                               | La minestra magica                                |
| 112 | Abominable Showman                      | L'abominevole uomo delle nevi                     |
| 113 | Curly in Wonderland                     | Curly nel Paese delle meraviglie                  |
| 114 | Boobs in the Woods                      | Tre sciocchi nei boschi                           |
| 115 | Chimney Sweeps                          | Un camino particolare                             |
| 116 | The Mad Mail Mission                    | Una posta sconveniente                            |
| 117 | Out of Space                            | Fuori dello spazio                                |
| 118 | Three Wizards of Odds                   | Tre bizzarri individui                            |
| 119 | Three for the Road                      | Tre per la strada                                 |
| 120 | Feudin' Fussin' and Hillbully           | Un vicino pericoloso                              |
| 121 | Don't Misbehave Indian Brave            | Tre indiani coraggiosi                            |
| 122 | You Ain't Lion                          | I domatori di leoni                               |
| 123 | Muscle on the Mind                      | Per un fisico migliore                            |
| 124 | Badmen of the Briny                     | Dei pesci pericolosi                              |
| 125 | Furry Fugitive                          | È scappato un prigioniero                         |
| 126 | How the West Was Once                   | Com'era un tempo l'ovest                          |
| 127 | Bowling Pinheads                        | Un bowling particolare                            |
| 128 | The Mountain Ear                        | L'orecchio della montagna                         |
| 129 | Norse West Passage                      | Passaggio a nord ovest                            |
| 130 | Lastest Gun in the West                 | L'ultima pistola dell'ovest                       |
| 131 | Toys Will Be Toys                       | Dei giocatori pericolosi                          |
| 132 | First Glass Service                     | Un vetro pregiato                                 |
| 133 | Strictly for the Birds                  | Solo per gli uccelli                              |
| 134 | Le' Stooginaires                        | I Marmittoni nella Legione Straniera              |
| 135 | The Bear Who Came in Out of the Cold    | L'orso che aveva molto freddo                     |
| 136 | The Bigger They Are the Harder They Hit | Più sono grandi e più colpiscono duro             |
| 137 | Little Red Riding Wolf                  | Lupetto rosso                                     |
| 138 | Bell Hop Flops                          | Un attore da buttare fuori                        |
| 139 | Dig That Gopher                         | Un roditore dispettoso                            |
| 140 | Gagster Dragster                        | Corsa sfortunata                                  |
| 141 | Just Plane Crazy                        | Aviatori provetti                                 |
| 142 | From Bad to Verse                       | Telegrammi musicali                               |
| 143 | Droll Weevil                            | Insetti famelici                                  |
| 144 | The Littlest Martian                    | Il piccolo marziano                               |
| 145 | The Bear Showoff                        | Orso show                                         |
| 146 | No Money, No Honey                      | Niente soldi, niente miele                        |
| 147 | Get That Snack Shack Off the Track      | Ristoratori nel deserto                           |
| 148 | Curly's Birthday-a-Go-Go                | Il compleanno di Curly                            |
| 149 | The Men from UCLA                       | Sherlock Holmes senza fortuna                     |
| 150 | Super Everybody                         | Super fumetti                                     |
| 151 | Kangaroo Catchers                       | Gli accalappiacanguri                             |
| 152 | No Smoking Aloud                        | Pompieri all'erta                                 |
| 153 | The Chicken Delivery Boys               | Consegna a domicilio                              |
| 154 | Sno Ball                                | Palla di neve                                     |
| 155 | Rug-a-Bye Baby                          | Battitappeti volanti                              |
| 156 | Dinopoodi                               | Un mostro di valore                               |